# I. e. 370
Évszázadok: i. e. 5. század – i. e. 4. század – i. e. 3. század
Évtizedek: i. e. 420-as évek – i. e. 410-es évek – i. e. 400-as évek – i. e. 390-es évek – i. e. 380-as évek – i. e. 370-es évek – i. e. 360-as évek – i. e. 350-es évek – i. e. 340-es évek – i. e. 330-as évek – i. e. 320-as évek
Évek: i. e. 375 – i. e. 374 – i. e. 373 – i. e. 372 –  i. e. 371 – i. e. 370 – i. e. 369 – i. e. 368 – i. e. 367 – i. e. 366 – i. e. 365

## Események

### Görögország
- Árkádiában a korábban szétszórt mantineiaiak újjalapítják városukat, amelyet a spártaiak i.e. 385-ben leromboltak. Spárta haddal vonul ellenük, mire Thébai segítségét kérik. Mikor a thébai sereg Epameinondasz vezetésével megérkezik, a spártaiak visszavonulnak. A thébaiak követik őket, átkelnek az Evrotasz folyón, amelyen ellenséges hadsereg emberemlékezet óta nem lépett át és feldúlják Lakedaimónt, de Spártát nem ostromolják meg.
- Thébai segítségével felépül Árkádia új fővárosa, Megalopolisz, amelyben demokratikus kormányzati rendszert alakítanak ki.
- Meggyilkolják Pherai Iaszónt, aki jelentős politikai szereplővé tette Thesszáliát.
- Meghal III. Amüntasz makedón király, a trónon fia, II. Alexandrosz követi.

### Itália
- Rómában consuli jogkörű katonai tribunusok: Aulus Manlius Capitolinus, Servius Sulpicius Praetextatus, Gaius Valerius Potitus Volusus, Lucius Furius Medullinus, Servius Cornelius Maluginensis és Publius Valerius Potitus Poplicola.

## Kultúra
- Knidoszi Eudoxosz először alkalmazza a kimerítéses módszert egy sokszög területének kiszámítására.
- Szpeuszipposz megírja Homoia c. művét, amelyben összehasonlítja az állatok és a növények fiziológiáját (hozzávetőleges időpont).
- Xenophón megírja Anabaszisz c. művét (hozzávetőleges időpont).
- Tegeában elkezdik az i.e. 394-ben leégett Athéné-templom újjáépítését.
- A neves szobrász, Praxitelész megkezdi munkásságát (hozzávetőleges időpont).

## Születések
- Marcus Valerius Corvus, római hadvezér és államférfi
- Hui Si, kínai filozófus
- Kalliszthenész, makedón történetíró

## Halálozások
- Démokritosz, görög filozófus
- Hippokratész, görög orvos
- III. Amüntasz, makedón király
- Pharei Iaszón, Thesszália türannosza
- I. Alkétasz, épeiroszi király

## Fordítás
- Ez a szócikk részben vagy egészben  a(z)   370 v. Chr. című német Wikipédia-szócikk ezen változatának fordításán alapul.  Az eredeti cikk szerkesztőit annak laptörténete sorolja fel. Ez a jelzés csupán a megfogalmazás eredetét és a szerzői jogokat jelzi, nem szolgál a cikkben szereplő információk forrásmegjelöléseként.
- Ez a szócikk részben vagy egészben  a(z)   370 BC című angol Wikipédia-szócikk ezen változatának fordításán alapul.  Az eredeti cikk szerkesztőit annak laptörténete sorolja fel. Ez a jelzés csupán a megfogalmazás eredetét és a szerzői jogokat jelzi, nem szolgál a cikkben szereplő információk forrásmegjelöléseként.